# Магомедтагиров, Адильгерей Магомедович
Адильгере́й Магоме́дович Магомедтаги́ров (1 ноября 1956, с. Гонода, Гунибский район, Дагестанская АССР, РСФСР, СССР — 5 июня 2009, Махачкала, Дагестан, Россия) — российский деятель органов внутренних дел. Министр внутренних дел по Республике Дагестан с 22 мая 1998 по 5 июня 2009. Генерал-лейтенант милиции. Герой Российской Федерации (2009, посмертно).

## Биография
Родился 1 ноября 1956 в селе Гонода Гунибского района, Дагестанской АССР. По национальности — аварец.
На службе в органах МВД СССР с 1978 — был милиционером, оперуполномоченным уголовного розыска, начальником уголовного розыска в Советском РОВД Махачкалы. В 1988 окончил Минскую высшую школу милиции. С 1992 — заместитель начальника Главного управления уголовного розыска МВД Дагестана.
С 1994 — начальник Дербентского РОВД. Министр внутренних дел по Республике Дагестан с 22 мая 1998.
Получил известность эффективной борьбой с дагестанскими и чеченскими ваххабитами, в том числе с Джамаатом «Шариат». Осенью 1999 участвовал в планировании и проведении боевых операций во время вторжения боевиков в Республику Дагестан.

## Убийство
Магомедтагиров пережил несколько покушений на свою жизнь, связанных с его профессиональной деятельностью, в которых был ранен и контужен. В причастности к ним подозревают Раппани Халилова.
Убит тремя попаданиями снайпера в Махачкале 5 июня 2009 на выходе из ресторана «Марракеш» на проспекте Аметхана Султанова. Неизвестный открыл огонь по главе МВД, начальнику управления по расследованию налоговых преступлений МВД республики Абдуле-Жафару Магомедову и начальнику тылового подразделения МВД республики Абдуразаку Абакарову. Уже в больнице министр и начальник тылового подразделения скончались от полученных ранений не приходя в сознание. Всего были ранены семь человек. Через несколько дней после происшедшего ответственность за убийство министра взял на себя полевой командир Ибрагим Гаджидадаев из селения Гимры, находившийся в розыске за два неудачных покушения на главу МВД Дагестана.
Похоронен по мусульманским обычаям на кладбище родного села Гонада.
9 июня 2009 Президент России Дмитрий Медведев на совещании глав регионов Южного Федерального округа в Махачкале объявил о намерении присвоить Адильгерею Магомедтагирову посмертно звания Героя России. Соответствующий указ был подписан 10 июня 2009.
24 февраля 2010 Следственный комитет при прокуратуре России заявил о раскрытии убийства Адильгерея Магомедтагирова.
По версии журналистки Юлии Латыниной, поводом убийства генерала Магомедтагирова могла быть его позиция по контролю расходования бюджетных средств на берегоукрепительные работы на побережье Каспийского моря в Дагестане.

## Семья
Жена Индира и трое детей: Арсен (37 лет), Диана (33 года) и Патимат (20 лет).

## Награды
- Герой Российской Федерации (10 июня 2009, посмертно) — за мужество и героизм, проявленные при исполнении служебного долга[5]
- Орден «За заслуги перед Отечеством» IV степени с мечами (25 сентября 1999)
- Орден Мужества (4 ноября 2005)
- Медаль ордена «За заслуги перед Отечеством» I и II (21 февраля 2006) степеней
- Медаль «За отличие в охране общественного порядка»
- Медаль «За укрепление боевого содружества»
- Другие ведомственные медали
- Благодарность президента Российской Федерации (9 августа 2006)
- Трижды награждался именным оружием (от Министерства внутренних дел РФ, от Федеральной службы безопасности РФ, от Министерства внутренних дел Республики Азербайджан)
- Заслуженный юрист Дагестана
- Орден имени Ахмата Кадырова (посмертно)[6]
- Медаль «За заслуги перед Чеченской Республикой» (29 декабря 2006)[7]
- Мастер спорта по вольной борьбе

## Память
- Именем Магомедтагирова названы улицы в городах Грозном (Чечня) и Махачкала (Дагестан), в сёлах Кахикал Хунзахского района, Новое Аргвани Гумбетовского района, Гонода Гунибского района Дагестан
- Молодёжное общественное движение патриотического воспитания «Наши герои — люди из стали» имени Героя России Адильгерея Магомедтагирова.
- МБОУ "Каспийская гимназия им. Героя Российской Федерации А.М. Магомедтагирова"